# Astracantha isaurica
Astracantha isaurica là một loài thực vật có hoa trong họ Đậu. Loài này được (Huber-Mor. & V. Matthews) Podl. miêu tả khoa học đầu tiên năm 1983.